# La piel
La piel fue un grupo musical mexicano. Fue formado en 1968 y disuelto en 1971 tras la negativa de uno de sus integrantes a presentarse en un programa televisivo ante su éxito.

## Historia
El grupo, llamado inicialmente Las flemas, se formó en la segunda mitad de los años 60 en La Comuna de Sor Juana, una comuna artística en la colonia Santa María la Ribera de la Ciudad de México en la cual trabajaban León Chávez y Álvaro Guzmán. El grupo se presentaba en distintos foros culturales y en actos de movimientos sociales, por entonces crecientes.
Un ejecutivo de la disquera CBS Records escuchó sus temas y los invitó a grabar en 1969 un disco sencillo con sus temas más populares: El gato y El abedul. Con la grabación, ambos temas comenzaron a escucharse en la radio y a popularizarse. Debido a ello fueron invitados al programa de Televisa Siempre en domingo. Debido a la ideología de León Chávez y de la represión al movimiento de 1968, este se negó a ir al programa, lo que provocó la disolución del grupo.
León Chávez y Álvaro Guzmán prosiguieron su actividad artística conjunta y más tarde formarían el Grupo Urbano Pacheco.

## Discografía

### Sencillos
- El gato / el abedul (CBS, 1969)

## Integrantes
- León Chávez Teixeiro, voz y guitarra
- Álvaro Guzmán Gómora, guitarra
- Roberto Alfaro
- José Federico Álvarez, bajo eléctrico
- Alberto Hernández
- Jaime Acosta